# Societat d'Estudis Occitans
Societat d'Estudis Occitans (SEO) fou una associació occitanista fundada el 1930 a Tolosa pel filòleg Josèp Anglada i el poeta provençal Valèri Bernard. El secretari general fou el gramàtic Loís Alibert. Publicava la revista Òc.
La societat, fundada el 16 de març de 1930 a Tolosa de Llenguadoc i inspirada en l'organització de l'Institut d'Estudis Catalans, tenia relacions molt estretes amb l'Oficina de Relacions Meridionals de la Generalitat de Catalunya i amb l'ajut de Josep Carbonell i Gener i de la Casa de la Caritat de Barcelona va publicar la Gramatica Occitana de Loís Alibert, la Legenda d'Esclarmonda de Valèri Bernard i Los Sants Evangelis de Juli Cubainas. Després de la guerra civil espanyola fou el centre on es formaven les noves generacions occitanistes, amb noms com Joan Mozat, P. J. Rodin, Max Roqueta, Carles Camprós, Rogièr Barta, J. Lesaffre i altres. El 1946 es va dissoldre dins del nou creat Institut d'Estudis Occitans.

## Presidents de la SEO
- 1930 - Josèp Anglada
- 1930-1936 - Valèri Bernard
- 1936-1943 - Andrieu-Jacme Bossac
- 1943-1946 - Renat Nelli